# Takt (hudba)
Takt je v notaci hudby část grafického záznamu omezená dvěma taktovými čarami. Bývá uveden na počátku skladby nebo její části v podobě zlomku, který má v čitateli udán souhrnný počet délek not (dvě, tři, šest apod.) a ve jmenovateli jejich druh (čtvrťové, osminové apod.). Např. 3/4 znamená, že jeden takt má tři čtvrťové doby, které ovšem budou eventuálně různě rozloženy v dalších hodnotách, např. půlová a čtvrtka, dvě osminy a dvě čtvrtě apod. Kromě taktů označovaných zlomkem se používají znaménka  pro 4⁄4 takt a  pro 2⁄2 takt (alla breve), která mají původ ve značkách středověké mensurální notace.

## Rozdělení

### Podle délky doby
1. celé (dvě celé doby, tři celé doby …, čili takt dvoucelý, třícelý atd.)
2. půlové (dvě půlové doby, tři půlové doby …, čili takt dvoupůlový, třípůlový atd.)
3. čtvrťové (dvě čtvrťové doby, čtyři čtvrťové doby …, čili takt dvoučtvrťový, tříčtvrťový atd.)
4. osminové (tři osminové doby …, čili takt tříosminový atd.)
5. šestnáctinové (šest šestnáctinových dob ..., čili takt šestišestnáctinový atd.)

Nejčastěji jsou takty založeny na čtvrtkách nebo osminách.

### Podle počtu dob
1. jednodobé (vzácné, spíše jako jednotlivý doplněk k jiným taktům)
2. dvoudobé
3. třídobé – též zvané waltzové, valčíkové
4. čtyřdobé – nejběžnější
5. pětidobé – relativně vzácné
6. šestidobé – vlastně varianta třídobého
7. jiné (sedmidobé apod.)

Takty s lichým počtem dob (kromě třídobého) působí poněkud nepřirozeně a používají se jen výjimečně.

### Další možné dělení
1. jednoduché, základními jednoduchými takty jsou takt dvoudobý a třídobý
2. složené, které mohou mít kromě hlavního důrazu na první době (po taktové čáře) ještě vedlejší (slabší) důrazy na jedné či více dalších dobách; typickým složeným taktem je 4/4, který může být chápán jako složený ze dvou dvoudobých taktů a má vedlejší přízvuk na třetí době, nebo 6/8 s vedlejším přízvukem na čtvrté době (dva třídobé takty). Méně běžné jsou takty vzniklé "skládáním" dvou- a třídobých taktů, zejména pětidobý, členěný jako 3+2, 2+3 nebo i 2+2+1, sedmidobý (často 3+2+2 apod.), osmidobý (i v populární hudbě častý rytmus v živém tempu 3+3+2) a další, běžné například v balkánské hudbě. Předpokládané dělení do skupin bývá naznačeno buď přímo na začátku úseku, např. 3+2+2/8, nebo seskupováním not pod trámci (u osminových a šestnáctinových taktů). Tato diferenciace taktů je platná více v teorii než v praxi, kde rozhoduje psychomotorický výklad metrického a rytmického rozložení fráze - podle jejího hudebního obsahu a podle cítění hráče nebo dirigenta.

## Taktová čára
Taktová čára je kolmá linka na notové osnově, která ukazuje hranici taktu a v jednoduchých případech (jakým je např. užitá hudba) ukazuje polohu hlavního přízvuku. Dvojitá taktová čára se skládá ze dvou taktových čar umístěných těsně vedle sebe a sloužících pro orientaci členění (závěrů) větších úseků.

## Repetice
Znaménko opakování je obvykle dvojitá taktová čára, před níž (nebo za níž) jsou umístěny dvě tečky nad sebou. Část skladby vypsaná před repeticí se při hraní opakuje. Opakuje se buď od samého začátku skladby nebo od předchozího znaménka opakování, které má v tomto případě symbol dvou teček umístěn ve směru opakované fráze. Viz též hesla "prima volta", "seconda volta" pro další značky opakování. D.C., zkratka pro "da capo", přikazuje opakování od úplného začátku skladby, D.S., "dal segno" - opakovat od uvedeného znamení - "al fine" - do konce.

## Předtaktí
Předtaktí je neúplný takt na začátku skladby. Neobsahuje tedy první (těžkou) dobu a dodává dynamickou sílu těžké době následující za taktovou čarou. Mezi hudebníky se často označuje výrazem pocházejícím z němčiny – Auftakt, česky zdvih, zvláště tehdy, jde-li o velmi krátký úsek např. v rozměru jedné či několika málo hodnot ("Lví silou vzletem sokolím" - zdvih čtvrtka, Marseillaise - zdvih osmina a tečkovaný rytmus v rozměru čtvrtky). Poslední takt notace uvedené předtaktím býval o příslušnou notovou hodnotu zkrácen.

## Synchronizační čára
Takt a taktové čáry jako symbol přízvučných a nepřízvučných dob se používají spíše na úrovni instruktivní a teoretické. V praxi se o metrickém výkladu skladby nerozhoduje notovým písmem, ale v psychomotorice interpretů (jak chápou pohyb počítacích dob a jak frázi "cítí"). Někdy pak grafika (taktová čára) v zápise slouží spíše k orientaci a synchronizaci hráčů, zvláště je-li koncepce díla složitější; podobně u staré hudby se lze občas setkat s taktovou čarou pouze naznačenou, uvedenou právě jen kvůli synchronizaci.